# Bois vert
Le bois vert est un bois dont la teneur en humidité se trouve au-dessus du point de saturation des fibres. Il contient donc encore de l'eau libre. C'est la qualité des bois directement après l’abattage de l'arbre. Rapporté au bois, vert — « qui a encore de la sève » — s'oppose partiellement à sec.

## Présentation
Le bois vert est souvent défini comme du bois fraîchement coupé dans lequel les parois cellulaires sont complètement saturées d'eau et pour lesquelles de l'eau supplémentaire peut résider dans la lumière des cellules. La teneur en humidité du bois vert va de 35 % à 120 % (200% pour le peuplier). Dans les résineux verts, la teneur en humidité de l'aubier est généralement supérieure à celle du bois de cœur ; dans les feuillus verts, la différence d'humidité entre le bois de cœur et l'aubier dépend de l'essence.

## Ouvrabilité
Au delà du point de saturation des fibres, le bois possède des qualités d'ouvrabilité élevées, c'est-à-dire qu'il peut être facilement équarri à la hache, percé, scié, tourné, etc.
Dans la marine en bois historique, les bois étaient pour les « constructions ordonnées » quelquefois gabariés en forêt, donc verts ; ou saturés d'eau, au sortir de l'enclavation. Cette dernière manière de faire rendait les bois plus tendres ; d'autre part la main d'œuvre y était moins importante.
Le bois vert était aussi le matériau de prédilection des sabotiers (le bois sec se fend tout de suite). Au Moyen Âge, l'élaboration des produits de l'artisanat du bois s'effectuait en forêt, souvent sur du bois vert. Au milieu du XXe siècle, bien que de nombreux métiers (parmi les derniers, les charbonniers) se soient retirés de la forêt, les bodgers, des tourneurs sur bois vert, organisaient toujours leur travail à côté de l'aire d'abattage des arbres. De nos jours le bois vert forme toujours l'un des standards de la construction en bois massif empilé.
Bélidor avait conclu d'observations faites sur le travail journalier des scieurs de long, que le bois sec est plus difficile à scier que le vert dans le rapport de 4 à 3. De nos jours le sciage se fait rapidement après abattage ou après un stockage humide. Le coefficient de frottement bois-acier est plus faible sur bois vert que sur bois sec, il en résulte dans une scierie moderne une diminution de l'usure des dents de scie, par frottement et échauffement ; l'humidité des grumes contribue aussi au refroidissement de la lame.
Aujourd'hui encore (dans le monde anglo-saxon, le green woodworking), des artisans perpétuent les gestes du passé (bodging), le tronc fraîchement abattu n'est pas scié mais fendu, les blocs de bois sont ensuite travaillés sur un banc de sculpteur au ciseau. Le mobilier est séché par la suite.

## Pratique du Moyen Âge

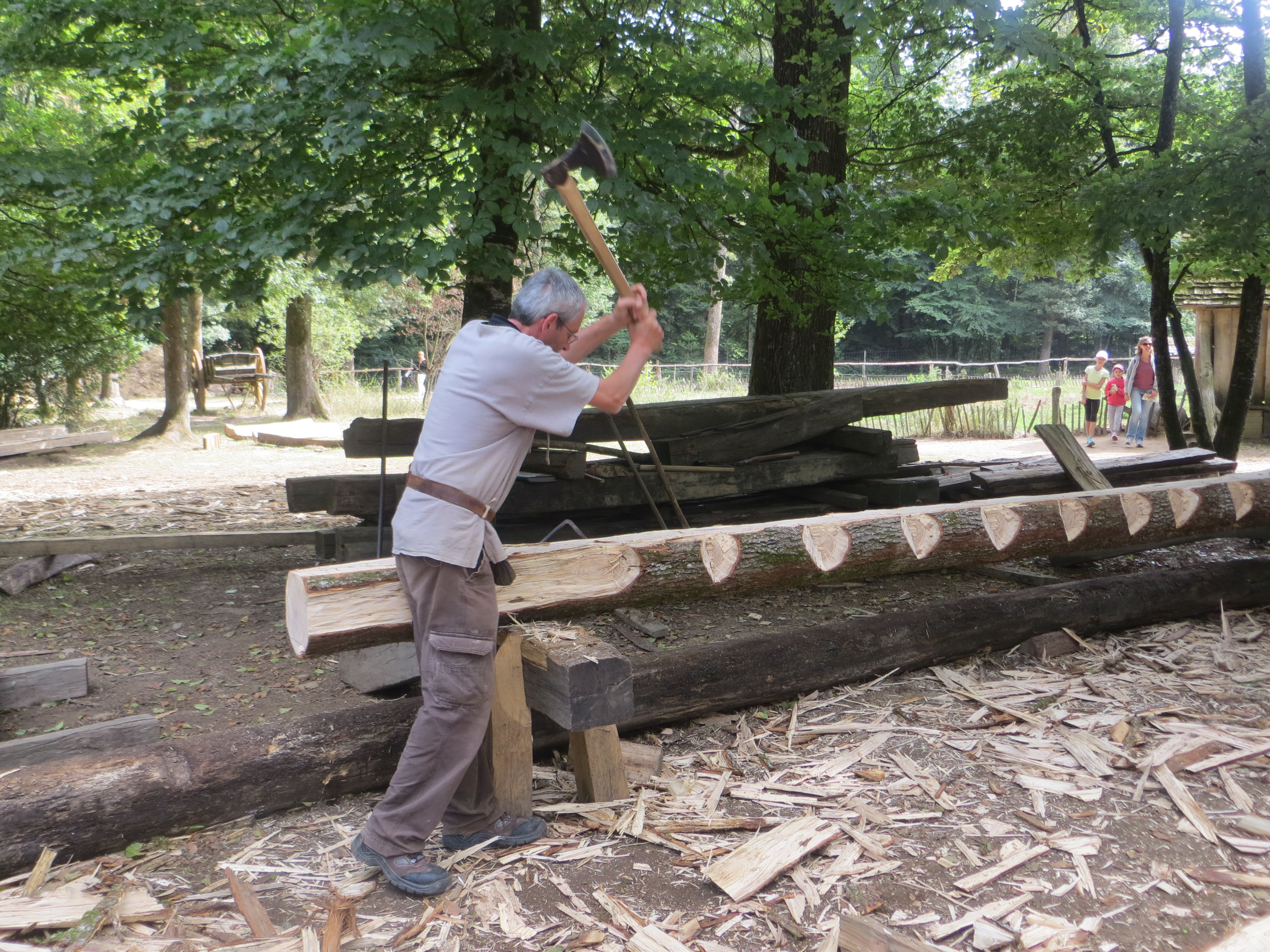
Guédelon - équarrissage à la hache.

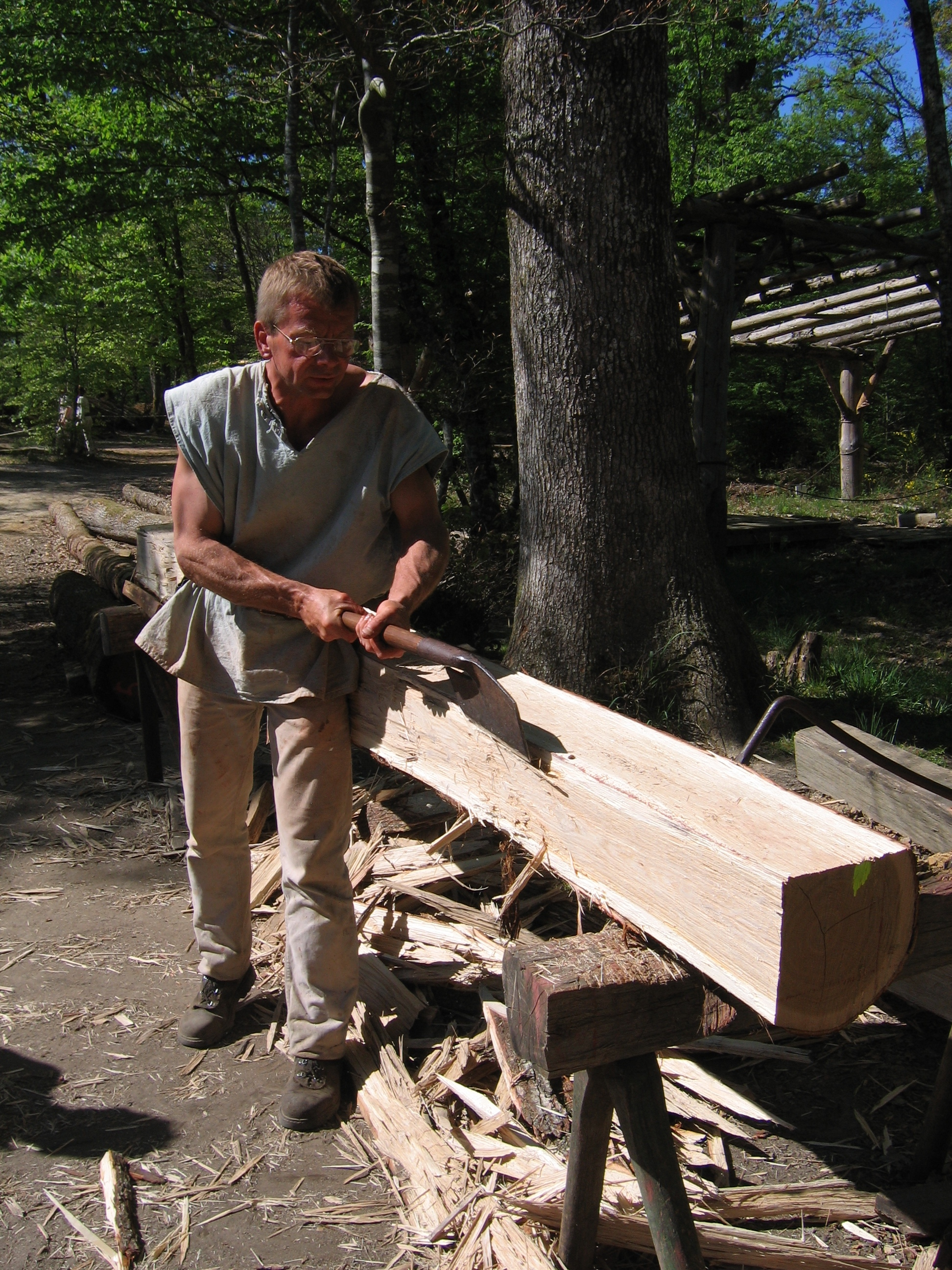
Guédelon, équarrissage à la doloire de charpentier.

Les études archéologiques sur le mobilier et les ensembles de charpentes du Moyen Âge, montrent que les bois étaient la plupart du temps travaillés vert ou ressuyés. La notion de séchage du bois est une conception moderne que les traités de charpenterie du XVIe siècle (écrits « par des architectes, des lettrés et non par des charpentiers »), l'ébénisterie et surtout la marqueterie du XVIIIe siècle et pour finir les nouvelle exigences d'« uniformité et de précision » du XIXe siècle vont contribuer à répandre. Les bénéfices du séchage n'étaient pas inconnus, mais utilisés uniquement pour du mobilier de prestige (retables, etc.) comme les stalles de la cathédrale Notre-Dame de Rouen, pour lesquelles un témoignage écrit établit la commande de bois sec. « Il est vraisemblable que les nombreuses légendes concernant le séchage des bois proviennent de la confusion entre les métiers de charpentier et de menuisier ». Les bois étaient rapidement mis en œuvre après abattage pour des raisons d'ouvrabilité facilitée (équarrissage à la hache, mortaisage, percement des trous de cheville à la tarière), par là d'économie d'énergie, et pour éviter un coûteux entreposage à l'air libre et couvert, qui d'après l'expérience moderne, ne permet pas de prémunir les grumes de la pourriture: l'emploi de bois secs n'était « donc conciliable ni avec la pratique de la taille, ni avec le réalités économiques d'un chantier ».
La terminologie ancienne pour les bois de charpente distingue principalement bois de brin et bois de sciage : l'usage du bois de brin allait aux poutres et poutrelles, celui du bois de sciage aux poteaux, solives, chevrons et les bois de menuiserie, etc. Le bois de brin désigne les pièces équarries (dont on a seulement ôté l'aubier, les dosses) dans lesquelles se trouve en entier le cœur du bois, le duramen, en quoi consiste sa force. Pour les charpentes du Moyen Âge l'équarrissage se faisait sur des bois verts, au plus près de la surface du bois; les courbures étaient conservées, les bois ainsi taillés étaient indéformables contrairement aux bois sciés. Un séchage se produit après la mise en place de la charpente et la pose de la couverture, quand le taux d'humidité du bois s'équilibre avec celui du comble : les fibres ligneuses se rétractent sur les plans transversaux de la pièce, avec un retrait tangentiel plus important que le retrait radial, limité par le rayon; le retrait longitudinal est quasiment nul.
« Le bois vert se déjette plus que le sec » : par trop de sécheresse, en renflant ou se resserrant, les bois se courbent et se gauchissent, ceci n'est valable que pour les bois de sciage, phénomène bien connu du retrait.
Pour la reconstruction de la charpente de Notre-Dame de Paris, de véritables chantiers « vert » se sont mis en place,. La taille du chantier de Notre-Dame a cependant exigé de réaliser quelques investigations supplémentaires, les charpentiers du patrimoine ne pouvant se prévaloir totalement du retour d'expérience du Moyen-Âge. Les recherches modernes (projet Greenwood financé par le CNRS) visaient également à combler le fossé entre la « construction verte » et les normes de l'ingénierie moderne : l'Eurocode 5 par exemple, qui donne les règles de conception et de calcul des structures en bois, ne considère généralement que le bois scié et sec,. 

## Combustion
Lorsque le bois vert est utilisé comme combustible dans les appareils de chauffe, il dégage moins de chaleur par unité de volume en raison de la chaleur consommée pour évaporer l'humidité,. Des températures plus basses en résultent, qui peuvent entraîner une augmentation de la production de créosote, qui se déposera ensuite dans les conduits d'évacuation. Ces dépôts peuvent ensuite s'enflammer en présence de suffisamment de chaleur et d'oxygène, et provoquer un feu de cheminée.

## Expressions
« Bois vert » dans la littérature ancienne est opposé à bois mort. Il s’agit d'un arbre sur pied. Ici un octroi accordé à Guillaume de Soupplainville par Charles VIII:

« sont attachées soubz le contre-scel de nostre chancellerie donné et octroyé et à ses hoirs et successeurs faculté et puissance d'avoir et prendre perpetuellement et à tousjours en nostre forest de Poncourt toute et telle quantité de boys mort et mort boys à chauffer qu'il leur conviendra pour l'usaige de ladite maison de Villemandeur et aussi du boys vert de haulte fustaie pour bastir et edifier audit lieu de Villemandeur, aux boys verts gisans jusques au trespas de nostredit feu seigneur et pere. »

— Charles VIII de France, Confirmation de l'octroi fait à Guillaume de Souplainville d'un Droit d'usage dans la forêt de Poncourt
Droits d'usage de la forêt de Paucourt (1545):

« Aussy avaient droict à tous boys vert et racheau pour ediffier et bastir et faire paillis et autres bcsonnes a eulx nécessaires oultrc et avec ce avaient lesdicts habitans droicts de pasturaige leurs bestes aumailles et pourceaulx en toute »

On retrouve aussi bois vert dans différentes expressions :
- On disait de ceux qui font les choses avec éclat, violence et impétuosité de naturel que c'est la force du bois, par allusion au bois vert qui se tourmente et qui travaille[30];
- « Il n'est feu que de bois vert », la force appartient aux jeunes[31]. Le feu de bois vert bien allumé était considéré le meilleur[32]. À contrario « bois vert » peut désigné quelqu'un d'inutile ou d'inexpérimenté[31]; on dit « Jeune femme, pain tendre, & bois vert, mettent la maison au désert »,  pour dire, que c'est ordinairement ce qui ruine les petits ménages[33].
- volée de bois vert ;
- fracture en bois vert, fractures incomplètes à la manière d'une branche de bois vert quand on la casse[34].

## Vidéo
- [vidéo] « La reconstruction des charpentes médiévales », Rebâtir Notre-Dame de Pari (consulté le 5 février 2024)